# Sporades thraces
Pour les articles homonymes, voir Sporades (homonymie).
Les Sporades thraces, en grec moderne : Θρακικές Σποράδες, sont un archipel de Grèce et de Turquie situé dans le Nord de la mer Égée, au large des côtes de la Thrace. Elles comptent six îles principales, Ágios Efstrátios, Ténédos, Imbros, Lemnos, Samothrace, Thasos, et plusieurs îlots.

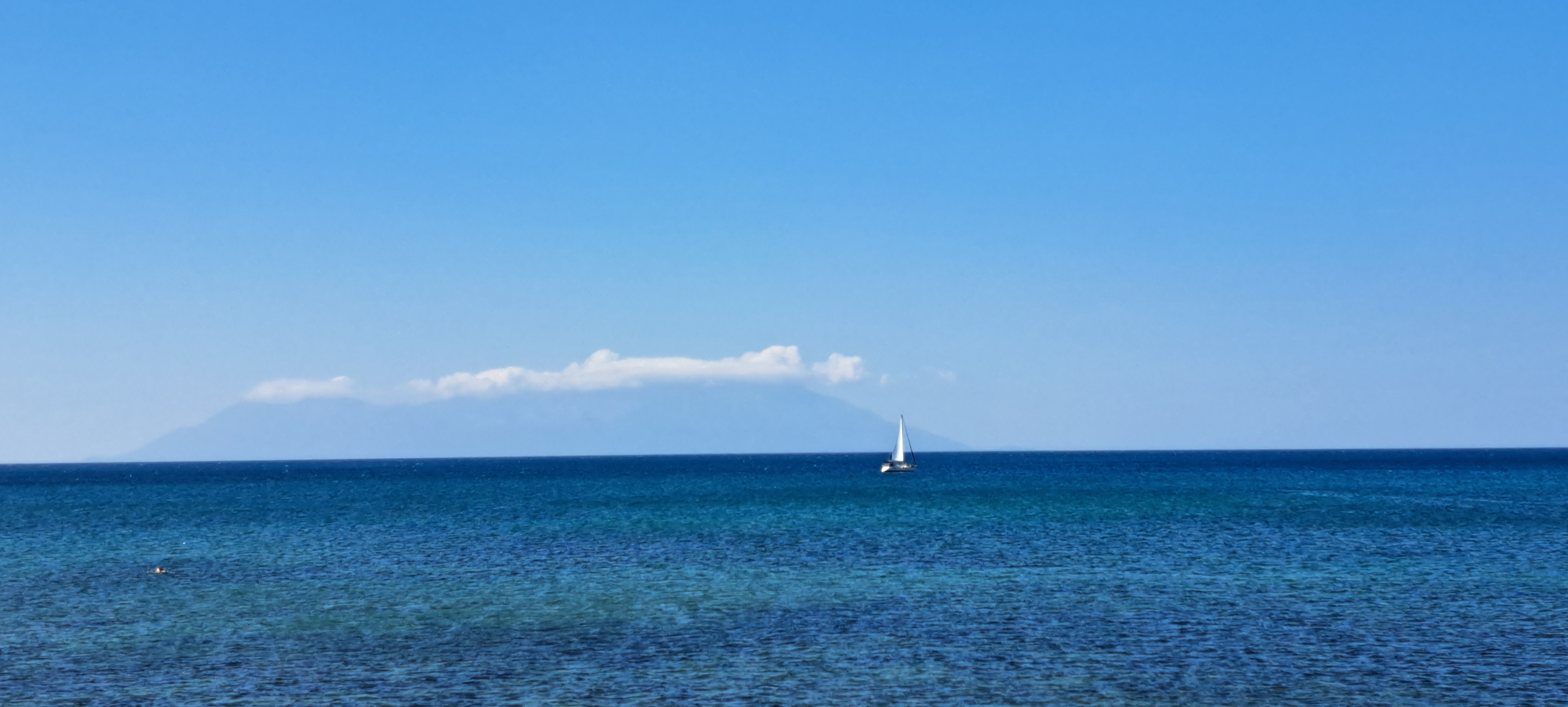
Vue de Samothrace depuis Alexandroúpoli.